# Adérito Hugo da Costa

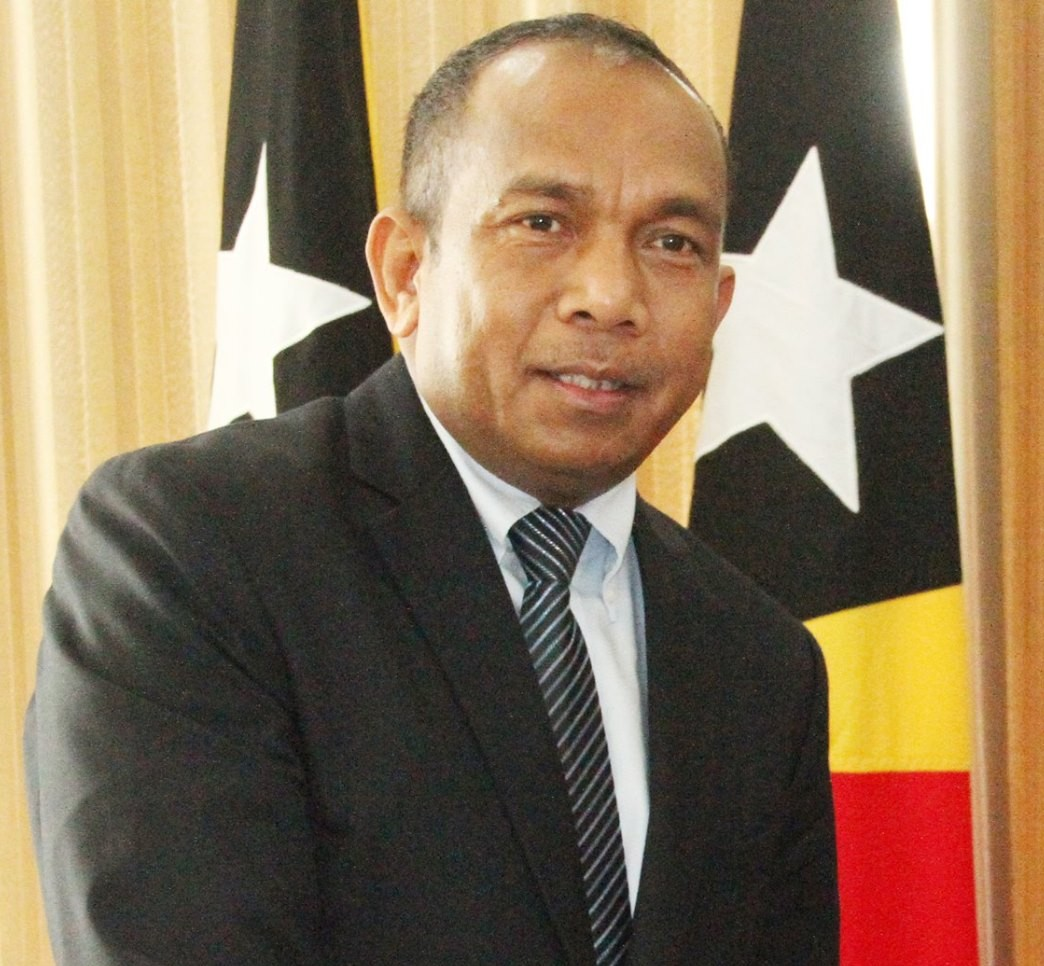
Adérito Hugo da Costa (2016)

Adérito Hugo da Costa (* 27. Dezember 1968 in Same, Portugiesisch-Timor) ist ein Politiker und Journalist aus Osttimor. Er ist Mitglied der Partei Congresso Nacional da Reconstrução Timorense (CNRT). Von 2016 bis 2017 war Costa Präsident des Nationalparlaments Osttimors. Er hat einen Bachelor in Politikwissenschaften.

## Werdegang
Von 1993 bis 2007 war Costa als Journalist tätig, zunächst für die Tageszeitung Suara Timor Timur (heute Suara Timor Lorosa’e), dann für die von ihm gegründete Timor Post. Seit dem 30. Juli 2007 ist Costa Abgeordneter des Nationalparlaments Osttimors. Ab dem 30. Juli 2012 war er Vizepräsident des Parlaments. Am 5. Mai 2016 löste er dann den zurückgetretenen Parlamentspräsidenten Vicente da Silva Guterres ab und führte das Parlament bis zum Ende der Legislaturperiode im August 2017. Am 5. September 2017 unterlag Costa im neugewählten Parlament Aniceto Guterres Lopes mit nur einer Stimme bei der Wahl des Parlamentspräsidenten.
Bis zur vorzeitigen Auflösung des Parlaments 2018 war Costa Mitglied in der Kommission für Außenangelegenheiten, Verteidigung und nationale Sicherheit (Kommission B).
Bei den Neuwahlen am 12. Mai 2018 kandidierte Costa auf Listenplatz 19 der Aliança para Mudança e Progresso (AMP) an, zu der auch der CNRT gehört, und zog erneut in das Parlament ein. Er wurde Vorsitzender der Kommission für Außenangelegenheiten, Verteidigung und Sicherheit (Kommission B). Seit deren Umstrukturierung am 16. Juni 2020 war er nur noch einfaches Mitglied der Kommission B.
Costa ist Vorsitzender der juristischen Kommission des CNRT und des Verwaltungsrats der Global Organization of parliamentarian against corruption (GOPAC) Timor-Leste. Außerdem war er Mitglied der Fundação Timor Beran, des Verwaltungsrats des Radio Difusaun Timor-Leste (EIS), der parlamentarischen Freundschaftsgruppe Osttimor–Japan und von 2019 bis 2023 Mitglied im Nationalen Sicherheitsrat.
Bei den Parlamentswahlen 2023 erhielt Costa Platz 5 auf der Liste des CNRT und erneut einen Sitz im Nationalparlament. Auf diesen verzichtete er aber gleich in der ersten Sitzung des neuen Parlaments, da er am 1. Juli zum Vizeminister für parlamentarische Angelegenheiten vereidigt wurde.

## Ehrungen

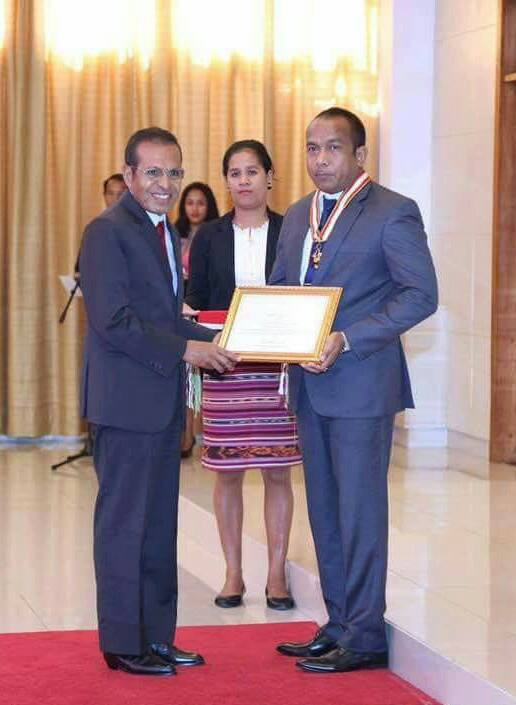
Präsident Taur Matan Ruak überreicht Costa den Ordem de Timor-Leste

2017 erhielt Costa den Ordem de Timor-Leste am Band.